# Jorge Luis González Tanquero
Jorge Luis González Tanquero là nhà bất đồng chính kiến người Cuba. Ông đã bị chính quyền Cuba bắt trong vụ mùa Xuân đen năm 2003, và bị kết án 20 năm tù. Tổ chức Ân xá Quốc tế đã công nhận ông là tù nhân lương tâm.
Khi gia đình ông bị lưu đày sang Mỹ mà ông còn ngồi tù, tổng thống Hoa Kỳ đã nói: "Họ vừa tới từ Cuba, nhưng không có người cha của Melissa (tức Tanquero). Jorge Luis Gonzalez Tanquero đã can đảm dám bào vệ nhân quyền cho các đồng bào của mình. Vì thế, ông bị bắt về tội chống lại nhà nước. Nay ông sống khốn khổ với tình trạng sức khỏe yếu kém trong một nhà tù của Cuba".